# Elysia papillosa
Elysia papillosa is een slakkensoort uit de familie van de Plakobranchidae. De wetenschappelijke naam van de soort werd voor het eerst geldig gepubliceerd in 1901 door A. E. Verrill.